# Župnija Kropa
Župnija Kropa je rimskokatoliška teritorialna župnija Dekanije Radovljica Nadškofije Ljubljana. Župnijska cerkev v Kropi je posvečena sv. Lenartu